# Ipimorpha rufescens
Ipimorpha rufescens là một loài bướm đêm trong họ Noctuidae.